# Wan Zack Haikal
Wan Zack Haikal (født 28. januar 1991) er en malaysisk fodboldspiller.

## Malaysias fodboldlandshold
| Malaysias landshold | Malaysias landshold | Malaysias landshold |
| År                  | Kmp                 | Mål                 |
| ------------------- | ------------------- | ------------------- |
| 2012                | 9                   | 3                   |
| 2013                | 1                   | 0                   |
| 2014                | 0                   | 0                   |
| 2015                | 6                   | 0                   |
| 2016                | 3                   | 0                   |
| 2017                | 6                   | 0                   |
| Total               | 25                  | 3                   |